# Pseudochazara beroe
Pseudochazara beroe — дневная бабочка из семейства Бархатниц.

## Этимология названия
Beroe (греческая мифология) — Бероя, кормилица Семелы.

## Описание
Длина переднего крыла самцов 21—26 мм, самок 23—28 мм. Крылья на верхней стороне серо-коричневого цвета, с тусклой песочно-жёлтой перевязью, часто (особенно на заднем крыле) почти полностью закрытой окраской основного фона и имеющей расплывчатые границы. Переднее крыло сверху с двумя глазчатыми пятнами чёрного цвета, обычно без белой середины, или с очень мелкими светлыми точками в центре. Заднее крыло на верхней стороне с расплывчатой песочно-жёлтой перевязью, ограниченной снаружи и изнутри широкими волнистыми линиями, которые хорошо выражены всегда. Нижняя сторона передних крыльев желтоватая с пёстрым тёмным рисунком и глазчатыми пятнами, соответствующими таковым на верхней стороне. Центральная ячейка крыла с многочисленными тёмными пестринами. Нижняя сторона задних крыльев серо-коричневая, матовая, с однообразным рисунком, образованным мелкими пестринами и слабо выраженной широкой постдискальной линией. Бахромка крыльев серого цвета.

## Ареал
Турция, Северо-Западный Иран, Южное Закавказье (хребты Джавахетско-Армянского нагорья). Бабочки населяет поросшие травой каменистые открытые пространства на высотах от 1800 до 3000 метров над уровнем моря.

## Биология
Развивается в одном поколении за год. Время лёта бабочек в июле — августе. Кормовые растения гусениц — злаки.